# پیلگرسدورف
پیلگرسدورف (به آلمانی: Pilgersdorf) یک منطقهٔ مسکونی در اتریش است که در ناحیه اوبرپولندورف واقع شده‌است. پیلگرسدورف ۱٬۶۷۵ نفر جمعیت دارد.